# أندريا غيسا
أندريا غيسا (12 يناير 1980 بميلانو في إيطاليا - ) هو لاعب كرة قدم إيطالي في مركز الوسط. لعب مع نادي بيسكارا ونادي تشيزينا ونادي فروسينوني ونادي فوغيريزي 1919 ‏ ويو أس بركوليتزه 1932 وإيه أس بيتزاغيتوني ونادي غروسيتو وMontevarchi Calcio Aquila 1902 ‏.

## وصلات خارجية
- اندريا غيسا على موقع إي إس بي إن إف سي (الإنجليزية)
- اندريا غيسا على موقع قاعدة بيانات كرة القدم.إي يو (الإنجليزية)
- اندريا غيسا على موقع Soccerway.com (الإنجليزية)
- اندريا غيسا على موقع عالم كرة القدم.نت (الإنجليزية)